# CD4
分子生物学において、CD4 (cluster of differentiation 4) とはいわゆるヘルパーT細胞、単球、マクロファージ、樹状細胞などの免疫系細胞が細胞表面に発現している糖タンパクで細胞表面抗原の1つである。1970年代後半に発見されたこの分子は、1984年にCD4と名付けられるまではleu-3、T4として知られていた。ヒトの場合、CD4遺伝子にコードされている。
CD4陽性T細胞はヒトの免疫系において必要不可欠な白血球である。しばしばCD4細胞、Th細胞、T4細胞と呼ばれることもある（以下CD4細胞）。この細胞の主要な役割はCD8陽性T細胞（いわゆるキラーT細胞、もしくは細胞傷害性T細胞、以下CD8細胞）などの他の免疫系細胞にシグナルを送ることであり、このことからCD4細胞はヘルパー細胞と呼ばれる。CD4細胞がシグナルを送ると、CD8細胞はそれを受けて感染細胞を破壊しこれを殺す。無治療のHIV-1感染患者や臓器移植前の免疫抑制状態のようにCD4細胞が枯渇すると、健常者では発現しない感染症の病原体に感染し易くなる（日和見感染）。

## 機能
CD4はT細胞の抗原提示細胞とT細胞受容体 (TCR) の情報伝達を増強する。まず、細胞内ドメインが、活性化T細胞のシグナルカスケードを構成する多くの分子に重要なLckを動員する。これにより、CD4はTCRの産生するシグナルを増強する。CD4は細胞外ドメインを用いて、抗原提示細胞上のMHC-II分子と直接的に結合し、T細胞と抗原提示細胞の接着を補強する。

## 疾患との関連

### HIVの感染
ヒト免疫不全ウイルス-1 (HIV-1) は宿主のT細胞へ侵入する際にCD4を利用する。これはgp120として知られるエンベロープタンパク質を結合させることによる。このCD4への結合は、宿主細胞が発現している供受容体へ結合するようにgp120の形態を変化させる。ケモカイン受容体であるCCR5やCXCR4がこの共受容体にあたる。他のウイルスタンパク質 (gp41) が構造を変化させると、HIVはウイルスの外膜を細胞膜に融合させるために、融合ペプチドを宿主細胞に挿入する。

### HIVの病理
HIVの感染により、CD4を発現するT細胞（前述のヘルパーT細胞）の細胞数は漸減する。医療従事者はCD4数を基準にHIV感染に対する治療の開始時期を決定する。参考値はマイクロリットル (μL)（または立法ミリメートル）あたりの細胞数で表され、CD4陽性細胞数の正常値は500 ‐ 1200/μLである。CD4数はCD4を発現している細胞の数を評価する。CD4数は直接的なHIV検査ではないが、患者の免疫系の機能を評価するために用いられる。CD4数の検査は治療の有効性をみるためにも参照されるが、ウイルスDNAの存在の確認やHIVに対する特異抗体の検出は行わない。

### その他の疾患
ヘルパーT細胞に由来する腫瘍もほとんどの場合CD4を発現している。このため、組織生検試料のCD4免疫組織化学的検査は末梢T細胞性リンパ腫とRelated malignant conditionsを区別するためにも用いられる。CD4は尋常性白斑や1型糖尿病など多くの自己免疫疾患と関連する。